# Fin Fang Foom
Fin Fang Foom es un supervillano ficticio que aparece en cómics estadounidenses publicados por Marvel Comics. El personaje ha sido representado como una criatura extraterrestre que se asemeja a un dragón. El personaje también apareció en mercadería asociada de Marvel, incluyendo series animadas de televisión, juguetes, tarjetas y videojuegos. La lista de IGN de los 100 villanos de cómics de todos los tiempos clasificó a Fin Fang Foom # 99.
El personaje apareció por primera vez en Strange Tales # 89 (octubre de 1961) y fue creado por Stan Lee y Jack Kirby. 
En un futuro, Fin Fang Foom y otros dragones fueron manipulados por el Mandarín con fin de destruir a la raza humana. Pero esto llegó a que todos los dragones se rebelaran contra él. Y todos aparentemente fueron destruidos por Iron Man y el Mandarín pero solo resistió Fin Fang Foom. Finalmente el Dragón decide otra vez combatir contra Iron Man, pero fue dejado inconsciente y puesto bajo custodia. Tiempo más tarde se dio a conocer que este dragón siempre fue un Dragón Alienígena. 

## Historial de publicaciones
Haciendo su debut en Strange Tales # 89 (octubre 1961) durante la Edad de Plata de los cómics, Fin Fang Foom apareció durante Marvel Comics en periodo 'pre-superhéroes', lo que no integrarse en la corriente principal de continuidad de ficción de Marvel hasta la década de 1970.

## Biografía
En un flashback se revela que Fin Fang Foom es un ser extraterrestre del mundo de Kakaranathara (también conocido como Maklu IV) en el sistema estelar Maklu de la Gran Nube de Magallanes, en la Vía Láctea. Los extraterrestres llegan a la Tierra, a China, hacia el final de sus períodos antiguos, con la intención de conquistar el planeta. Gracias a ellos, los dragones chinos simbolizan poderes potentes y auspiciosos en la cultura, permitiendo a los monarcas, especialmente a los emperadores, reclamar el estandarte de "Hijos del Cielo" desde el Rey Wen de la Dinastía Zhou. Con el tiempo, durante la Dinastía Qin, sus presencias señalan el inicio de los períodos imperiales del país. Utilizando sus poderes naturales de cambio de forma para imitar la forma humana, los extraterrestres se infiltran en la sociedad humana para estudiarla antes de comenzar su conquista. Foom, el navegante, es la excepción y, actuando como reserva, es colocado en una tumba en estado catatónico.
En algún momento durante la temprana Dinastía Qing, Fin Fang Foom atacó la prefectura de Tianjin por construir la mansión del gobernador sobre las líneas de dragones de la tierra, pero fue frustrado por Zheng Zu y la Sociedad de las Cinco Armas.
En la década de 1960, Fin Fang Foom es despertado por un erudito, Chan Liuchow, cuya tierra natal está siendo amenazada por las fuerzas invasoras de la China comunista. Liuchow incita al dragón a perseguirlo al campo comunista (el cual es destruido por Foom), para luego regresar a la tumba de Fin Fang Foom, donde la criatura vuelve a dormir a través del uso de una extraña hierba. Un científico, el Doctor Vault, localiza y controla mentalmente al dragón para usarlo contra el enemigo de Vault, Eso! El Coloso Viviente. Después de una breve batalla, Fin Fang Foom resiste el control y ayuda al Coloso contra una invasión extraterrestre por parte de las gárgolas del planeta Stonus V (con la intención de preservar la Tierra para que las gárgolas la conquisten en una fecha posterior), luego lucha brevemente contra el Coloso antes de ser liberado del control de Vault y volviendo a la hibernación una vez más. Fin Fang Foom vuelve a despertar de su sueño cuando su cuerpo es poseído por un demonio, "Aan Taanu". Luchando contra un grupo de aventureros ocultos (incluyendo un viejo Chan Liuchow, ahora profesor) conocidos como la Legión de la Noche en Nueva York, Taanu es exorcizado del cuerpo de Foom, y el extraterrestre una vez más regresa a hibernar. Fin Fang Foom vuelve a despertarse de su sueño cuando su cuerpo está poseído por el demonio "Aan Taanu". Al combatir a un grupo de aventureros ocultos (incluido un Chan Liuchow más viejo, ahora profesor) conocido como La Legión de Noche en Nueva York, Taanu es exorcizado del cuerpo de Foom, y la criatura vuelve a la hibernación.
Es revelado en un flashback que Fin Fang Foom es un ser extraterrestre del mundo de Kakaranathara (también conocido como Maklu IV) en el sistema Maklu de la Gran Nube de Magallanes. Su raza llegó a la Tierra en la antigua China, con la intención de conquistar el planeta. Utilizando sus poderes metamorfos para imitar la forma humana, los extraterrestres se infiltraron en la sociedad humana para estudiarla antes de su conquista. El navegador extraterrestre es la excepción, y, actuando como una reserva, es colocado en una tumba en estado catatónico.
La nave Makluan es encontrada finalmente por un hombre que robó diez sofisticados anillos de ella, y se convierte en el villano conocido como el Mandarín. El Mandarín es dirigido al Valle del Dragón Durmiente por un hombre llamado Chen Hsu, quien es un dragón extraterrestre y el capitán de la nave. El Mandarín encuentra y despierta a Fin Fang Foom, utilizando al dragón para amenazar al gobierno chino. Foom ayuda al Mandarín, tomando el control de una tercera parte de China, y entonces se revela como un extraterrestre de Kakaranthara. Con "Chen Hsu", cuya verdadera forma también es revelada, el par comenzó a invocar a sus compañeros, quienes habían estado disfrazados de seres humanos durante siglos. Al darse cuenta de que había sido engañado el Mandarín une fuerzas con los héroes Iron Man y War Machine para derrotar a los dragones. La batalla termina con su aparente aniquilación.
Aunque el cuerpo de Fin Fang Foom es destruido, el espíritu del alienígena sobrevive y se adhiere a una pequeña estatua de dragón, que fue robada de una tienda de curiosidades por el adolescente Billy Yuan a instancias mentales de Fin Fang Foom. Usando el cuerpo de Yuan como un conducto para su poder, Fin Fang Foom convoca a miles de lagartos de las alcantarillas debajo de Nueva York, fundiéndolos con el cuerpo de Yuan para recrear su propia forma. Iron Man, sin embargo, derrota a Foom con la ayuda de los últimos restos de la mente de Yuan. Debido a complicaciones legales, el dragón derrotado es enviado a la Isla Monstruo una vez más.
En el cruce de JLA / Avengers, Fin Fang Foom y varios otros monstruos son vistos batallando brevemente contra el equipo de superhéroes desplazados por la dimensión, la Liga de la Justicia de América.
Fin Fang Foom es capturado por el Anciano del Universo conocido como el Coleccionista, y encarcelado con una colección subterránea de monstruos. Después de ser capturado junto con otros monstruos por los Cuatro Fantásticos recientemente formados y depositados en "Isla Monstruo", Fin Fang Foom regresa a China e hibernación.
Con los otros miembros de la tripulación Makluan muertos, Fin Fang Foom decide reformarse y se convierte en un seguidor del budismo. Entrar en un programa de rehabilitación con otros tres monstruos: el robot Elektro; el mono gigante Gorgilla, y el alienígena Googam - Foom se reduce al tamaño humano, hipnóticamente despojado de todos los poderes y se le permite entrar en la sociedad humana. Fin Fang Foom se convierte en jefe de cocina en un restaurante chino dentro del Edificio Baxter, y se une con los otros monstruos para vencer al caudillo Tim Boo Ba. Fin Fang Foom a regañadientes ayuda Wong (el sirviente del Doctor Extraño) en derrotar a una fuerza de agentes de HYDRA.
Fin Fang Foom es más tarde confrontado y derrotado por Chica Ardilla.
Howard el pato también sueña con jugar a las cartas con Thing; Hombre-cosa; Bigfoot; Monstruo de Frankenstein y Fin Fang Foom.
También ha habido dos imitaciones de Fin Fang Foom. La Serpiente de Midgard imitó a Foom para intentar engañar al dios del Trueno Thor, mientras que el villano Pesadilla transformó a un Sin Mente en una copia de Fin Fang Foom para luchar contra Hulk. Thor también afirma haber matado al verdadero Fin Fang Foom en batalla, y utiliza los huesos del dragón para construir una tumba en el reino de Asgard.
Bajo las órdenes de la Compañía de Energía Roxxon, Mentallo controla mentalmente a Fin Fang Foom y otros monstruos gigantes en un plan para apoderarse de una isla y perforar en busca de petróleo.
Durante la historia de "Monsters Unleashed", Fin Fang Foom, Gorgilla, Green Thing y Zzutak enfrentan a Kei Kawade en el bosque frente a su casa y advierten a Kei Kawade sobre la invocación del monstruo precedente. Más tarde se lo vio caer del cielo junto con los otros monstruos, porque habían sido convocados por Kei Kawade para ayudar a los superhéroes a luchar contra los Leviathons. Tim Boo Ba le dijo que él y los otros monstruos no están luchando por su propia voluntad. Kei Kawade luego envía a Fin Fang Foom para ayudar a los Heroes for Hire a los Leviatones en Hell's Kitchen. Cuando la Leviathon Mother aparece y llama a Kei Kawade, Fin Fang Foom aparece para desafiarla. Cuando Kei Kawade se enfrenta a la Leviathon Madre y obtiene su atención, ella escupe Fin Fang Foom. Después de la muerte de la Madre Leviatón, Fin Fang Foom y los otros Goliatones se enfrentan a Kei Kawade. Aunque Kei Kawade agradece a los Goliat por su ayuda para defenderse de los Leviatones, Fin Fang Foom le advierte que debe convocarlos de nuevo antes de que los Goliat sean teletransportados.
Fin Fang Foom luego se embarca en una relación con el sastre de Gwenpool, Ronnie, para ayudarla a conseguir clientes para su venta del Día de entrega de pantalones.
Al encontrarse con Kei nuevamente, se llamaría a Foom cuando una iteración de verso alternativo de sí mismo influyó en el Nuhumano para que lo convocara. Este doppelgänger; una entidad envenenada cautivada por los venenos, buscó empujar a Kid Kaiju a traer más de su colmena a la realidad nativa de Kei. Pero el universo principal Foom pudo convencer a Kawade de que su adversario había estado usando sus propias habilidades mentales para socavar la fuerza de voluntad de Kei, debilitando así a sus titánicos compañeros. El impulso de confianza permitió tanto a Kei como a Prime Foom derribar a su agresor, previniendo la eventual incursión del resto de su especie.

## Poderes y habilidades
Fin Fang Foom posee superfuerza y resistencia, la capacidad de volar a través de sus alas a velocidades supersónicas y arrojar niebla ácida combustible de su boca. Foom también es extremadamente duradero y puede regenerarse a un ritmo rápido. En el caso de que su cuerpo sufriera daños más allá de su capacidad de curación, puede eclipsar a un anfitrión que espera y remodelar un nuevo cuerpo físico para sí mismo a partir de ellos. Al entrar en largos períodos de hibernación, Foom ha logrado sobrevivir durante siglos. Foom posee un intelecto dotado y puede comunicarse telepáticamente (que, en su verdadera forma, es su únicoforma de comunicación), cambia de forma a casi cualquier animal y se reduce al tamaño humano. Foom también tiene acceso a tecnología alienígena avanzada de su mundo natal. Foom también puede drenar, metabolizar y redirigir energía de todo tipo para hacerse más grande y más fuerte. En un momento, Foom se sometió a un intenso entrenamiento meditativo para eliminar sus rasgos negativos. El resultado final de despojarse de su ira, culpa y egoísmo hizo que se encogiera pero dio lugar a sus aspectos malignos en forma física. Fin Fang Foom también tiene el poder único de causar phy/men. transfiguración a través de emisiones de rayos ópticos, no solo habiendo cambiado y reconfigurado la personalidad de los Vengadores para imitar la de sus formas animales. Pero Foom podría incluso usar estos poderes para dar vida a objetos inanimados a su discreción.

## Otras versiones
Fin Fang Foom lucha contra Iron Man en la serie limitada Iron Man: Viva Las Vegas.
En el universo de Marvel 1602, Fin Fang Foom arrasó con China antes de que Hulk lo matara en la Gran Muralla de China.
En una historia de universo alternativo en Mutant X Annual 2001, Fin Fang Foom es miembro de la Legión Letal, que muere en la batalla contra la Reina Duende (haciéndose pasar por la entidad Beyonder).
Foom aparece en la serie limitada Nextwave como un peón de Beyond Corporation ©. Él ahora ha vuelto a su tamaño original. A pesar de no tener genitales, usa pantalones morados. Los subtítulos indican que su madre quedó embarazada después de interactuar con materiales radiactivos. Foom había sido enterrado por muchos años; cuando Beyond Corp. lo libera, se convierte en un ataque humano. De acuerdo con el Volumen 4 del Manual Oficial de las cubiertas duras de Marvel Universo AZ, este Foom era un clon creado por Beyond Corporation.
Foom regresa de su sueño y transforma a los más poderosos de la Tierra en ranas. Él y varios Makluans entran en conflicto con las Mascotas de los Vengadores. Pero las hostilidades se pacifican cuando Lockheed explica que los dragones espaciales simplemente buscaban crías de dragones espaciales enterradas allí hace miles de años.
En Thor: The Mighty Avenger # 6, Heimdall adopta la forma de Fin Fang Foom llamándolo "uno que es común en todo el cosmos... ecos de un solo dragón antiguo, ahora domesticado y humilde".
Fin Fang Foom aparece en un cameo en el cómic Stig's Inferno # 4 de Ty Templeton, en un anuncio de parodia de cigarrillos en la contraportada interior.

## En otros medios

### Televisión
- Fin Fang Foom aparece como un villano recurrente en la serie animada Iron Man, con la voz de Neil Ross. Aparentemente sirvió al mandarín, pero se reveló que lo estaba usando para poder traer de vuelta a sus compañeros dragones. Él y sus hermanos son asesinados en una explosión que dispersa los anillos del Mandarín.
- Fin Fang Foom aparece en el episodio de dos partes de Iron Man: Armored Adventures "Tales of Suspense". Esta versión se asemeja a un dragón chino y uno de los "guardianes makulanos" que custodian el quinto anillo del Mandarín original en Machu Picchu. Foom se enfrenta a Pepper Potts, Rhodey, Gene Khan y Tony Stark por órdenes del tío de Shin Shin Zhang / Mandarín para recuperarlo. Incapaz de destruir al dragón para reclamar el anillo, Gene fue devorado por el dragón, sin embargo, lo congeló desde el interior al unir los cinco anillos, revelándose como el "verdadero heredero" del Mandarín.
- Fin Fang Foom aparece en The Super Hero Squad Show, en los episodios de la temporada 1, "And Lo! A Pilot Shall Come", "Mental Organism Designed Only for Kissing", "This Al Dente Earth", and "When Strikes the Surfer", con la voz de Steven Blum. Esta versión es una bestia sin sentido que trabaja para Legión Letal del Doctor Doom.
- Fin Fang Foom aparece en Hulk and the Agents of S.M.A.S.H. de la primera temporada (2013), episodio 18, "Misión Hombre Imposible".[41] Cuando Hombre Imposible aparece en la base de los Agentes de S.M.A.S.H. en forma de Fin Fang Foom donde los ataca hasta que Hulk ve a través de su astucia. Después de absorber los poderes del Hombre Imposible, Sauron después los utiliza para invocar a Fin Fang Foom (que era el único reptil que Sauron no pudo controlar). Debido a la absorción de las fuerzas del Hombre Imposible que desaparecen, Sauron trató de absorber los poderes de Fin Fang Foom sólo para ser noqueado lejos en el océano. Los Agentes de S.M.A.S.H. luchando duro para derrotar a Fin Fang Foom. Cuando el Hombre Imposible está de vuelta con toda su fuerza, que ha pedido un arma de laboratorio de Henry Pym para agrandar el Compuesto de dos cabezas Hulk (fusión de Hulk y Hulk Rojo de más temprano en el episodio) de gran tamaño para que pueda derrotar a Fin Fang Foom. El Compuesto Bajo de la dirección de dos Hulk lanza entonces a Fin Fang Foom lejos en el océano, donde aterrizó en Sauron (que estaba en el agua en el momento).
- Fin Fang Foom aparece en la tercera temporada de Ultimate Spider-Man, episodio 1, "El Hombre Araña Vengador, parte 1". Fin Fang Foom aparece como un villano que Spider-Man se unió con Los Vengadores. Fin Fang Foom fue derrotado por Hulk.
- Fin Fang Foom aparece en Avengers Assemble de la segunda temporada (2015), episodio 19, "El Chico Nuevo". Se le vio atacar a Washington D. C. hasta que combate los Vengadores donde es encogido por Ant-Man y se almacena en un recipiente pequeño hasta que lo liberaron de nuevo en la isla del monstruo. Si bien la lucha con Red Skull y sin sentido, las partículas Pym en Fin Fang Foom se disipó cuando ataca a Red Skull. Después de una breve abertura en la barrera alrededor de la isla del monstruo se abre lo suficiente para Ant-Man para pasar, Fin Fang Foom lanza a Red Skull través de él también.
- Fin Fang Foom aparece en Guardianes de la Galaxia: 
  - En la primera temporada, episodio 3, "Uno en un Millón como tú". Los Guardianes de la Galaxia apenas escapan de Fin Fang Foom estando en otro planeta. Más tarde, se demostró que el Coleccionista ha añadido a Fin Fang Foom a su colección de criaturas alienígenas porque era el último de su especie. Cuando Rocket Raccoon libera todas las criaturas alienígenas, Fin Fang Foom se lanzó al ataque. Mientras que los otros Guardianes de la Galaxia distrayendo a Fin Fang Foom, Rocket hizo un arnés improvisado que utiliza para dominar a Fin Fang Foom y fijar abajo al Coleccionista. Después de un acuerdo se hizo entre el Coleccionista y los Guardianes de la Galaxia, Fin Fang Foom y las otras criaturas alienígenas son liberados a otro planeta.
  - En la segunda temporada, episodio 19, "No Siempre Obtienes lo que Quieres", regresa atacando a los Guardianes de la Galaxia hasta ser absorbido por Adam Warlock. Dentro de Warlock, es capturado y sometido al experimento del Alto Evolucionador, para revolucionar a la familia de Rocket, hasta ser liberado por Groot y siendo montado por él, Rocket y su familia para salir de la gema oscura de Warlock.

### Cine
- Fin Fang Foom apareció en The Invincible Iron Man como guardián del Mandarín en su sala de descanso ceremonial, y más tarde es asesinado por el Hombre de Hierro.
- Fin Fang Foom sirve de inspiración para películas ambientadas en el Universo cinematográfico de Marvel (UCM).
  - Una imagen del personaje aparece en Iron Man (2008), creada por el artista Adi Granov basada en la representación de Fin Fang Foom en la miniserie de cómics Iron Man: Viva Las Vegas.[42][43]
  - En la película de Iron Man 3 (2013), Fin Fang Foom, aunque nunca hizo presencia como personaje, se hizo una referencia al personaje al mezclar algunos aspectos del personaje con lo realizado por el personaje del Dr. Aldrich Killian (El Mandarín), ya que en esta versión puede botar fuego de su boca producto de su respuesta al compuesto Extremis, esto se tomó como referencia al dragón superdotado, además de los tatuajes con patrones de dragón oriental que pueden apreciarse en su espalda.
  - Un dragón heroico de Ta-Lo inspirado en Fin Fang Foom llamado la "Gran Protectora" aparece en Shang-Chi y la leyenda de los Diez Anillos (2021).[44]

### Videojuegos
- Fin Fang Foom aparece como el primer jefe en el videojuego Marvel: Ultimate Alliance, con la voz de James Sie.
- Fin Fang Foom hace un breve cameo en Marvel vs. Capcom 3: Fate of Two Worlds en el final de Arthur.
- Fin Fang Foom aparece como un personaje villano en Marvel Super Hero Squad Online.
- Fin Fang Foom aparece en Lego Marvel's Avengers, con la voz de Patrick Seitz. Inicialmente se muestra en Nueva York, donde hay una misión disponible en la cual Fin Fang Foom le pide al jugador reunir varios ingredientes con los que podrá iniciar una empresa de frogurt, y de esta forma poder disfrutar las maravillas culinarias que puede cocinar. Una vez finalizada la misión, Fin Fang Foom se puede desbloquear como un personaje jugable y tiene como características volar, echar fuego por la boca y volverse gigante, siendo esta última habilidad el único personaje que la tiene en el juego.
- Fin Fang Foom aparece como un jefe en el juego móvil Marvel Avengers Academy durante el limitado Monsters Unleashed! evento. Los jugadores investigan y restauran un mech antiguo para luchar contra él.[45]
- Fin Fang Foom aparece como jefe en Marvel's Guardians of the Galaxy.[46]